# Lageerkennung
Die Lageerkennung ist eine der wesentlichsten Aufgaben im Bereich Maschinensehen zur Automatisierung maschineller Bearbeitung. Die Aufgabenstellung entspringt der praktischen Aufgabe, dass Teile zwar zumeist eindeutig identifiziert vom Fördersystem angeliefert werden, jedoch ihre genaue Position und Ausrichtung noch unbestimmt sind. Aufgabe der Lageerkennung ist, die genaue dreidimensionale Position und Ausrichtung der Bauteile mit Hilfe eines optischen Bilderfassungssystems zu bestimmen. Aufgrund dieser Daten können positionsgenaue Bearbeitungen am Artikel vorgenommen werden, wie beispielsweise Weiterbearbeitung von Bohrungen, Aufbringen von Beschriftungen usw.
Die Lageerkennung eines Objektes beinhaltet zugleich eine Überprüfung durch Objekterkennung. Dies geschieht durch Referenzmarker.
Die Aufgabenstellung ist insofern vereinfacht, als nur ein einzelnes Objekte identifiziert und seine Positionen im Raum bestimmt werden muss.
Eine Hauptherausforderung der Lageerkennung ist, in den Mehrachskoordinaten des Bearbeitungssystems, eine möglichst hohe Präzision bei möglichst kurzer Erkennungszeit und maximaler Erkennungssicherheit bei möglichst geringem Aufwand zu gewährleisten. Hierzu sind unter anderem bei nicht vollständig formstabilen weichen Materialien lokale Erkennungsalgorithmen erforderlich, bei staubenden Bearbeitungen Staubunempfindlichkeit zu gewährleisten, Maßnahmen zur Präzisionserhöhung bei maximalem Erfassungsbereich vorzunehmen, sowie Justageprozeduren zum Abgleich des Erfassungssystems und des Bearbeitungssystems zu verwenden.

## Anwendungsbeispiele
Eine Anwendung ist das nachträgliche Aufbringen eines lasergebrannten Labels auf selektiv mit Leckageschutz-Zusatzausrüstung versehene Reifen. Kernaufgabe ist das exakte dreidimensional korrekte Gravieren der lagerungs-, produktions- und materialbedingt individuell leicht verzogenen fabrikneuen felgenlosen Reifen. Das Label soll exakt an einem vorhandenen Schriftzug ausgerichtet werden. Aufgrund der kontrastarmen dunklen Farbe der Reifen ist eine spezielle lasergestützte Abtastung der Reifen erforderlich. Dies wird über einen Laserfächer realisiert, der schräg durch eine Kamera aufgenommen wird.
Eine zweite Anwendung ist die auf 0,1 mm genaue Positionsbestimmung der Lage von Befestigungsbohrungen bei Aluminium-Felgen. Die vom Fördersystem angelieferten Felgen haben unterschiedliche Drehwinkel. Die nicht ausgerichtete Maschine bestimmt die exakte Zentrierposition der Felgen und deren Ausrichtung. Dann werden die lackierten Felgen an den Auflageflächen der Radmuttern entlackt. Dies erfolgt durch einen Bearbeitungskopf, der durch ein Mehrachssystem geführt wird. Wenn von einer Felge Artikeldaten vorhanden sind, kann die Bearbeitungshöhe den Artikeldaten entnommen werden. Daher genügt ein Ein-Kamera-System, das die Bohrungspositionen mittels eines Projektionsschirmes im Durchlicht bestimmt. Die nicht ausgerichtete Maschine wird über eine bildgestützte Justageprozedur und einen Probekörper ausgerichtet. Hierbei werden verschiedene Anlagenparameter wie Kameraabstand und Achslagen bestimmt.

## Bildanalysesoftware und Peripherie
Zur Identifikation der Objektpositionen gibt es Anwendungssoftwarepakete. Bohrungen oder andere Merkmale lassen sich auch durch individuelle Softwarekerne optimal bestimmen.
Aktuelle GigE-Vision-, Camera-Link-, USB- oder FireWire-Kameras erlauben zusammen mit einer SPS-Maschinensteuerung eine zuverlässige präzise Bearbeitung.